# アクリル板

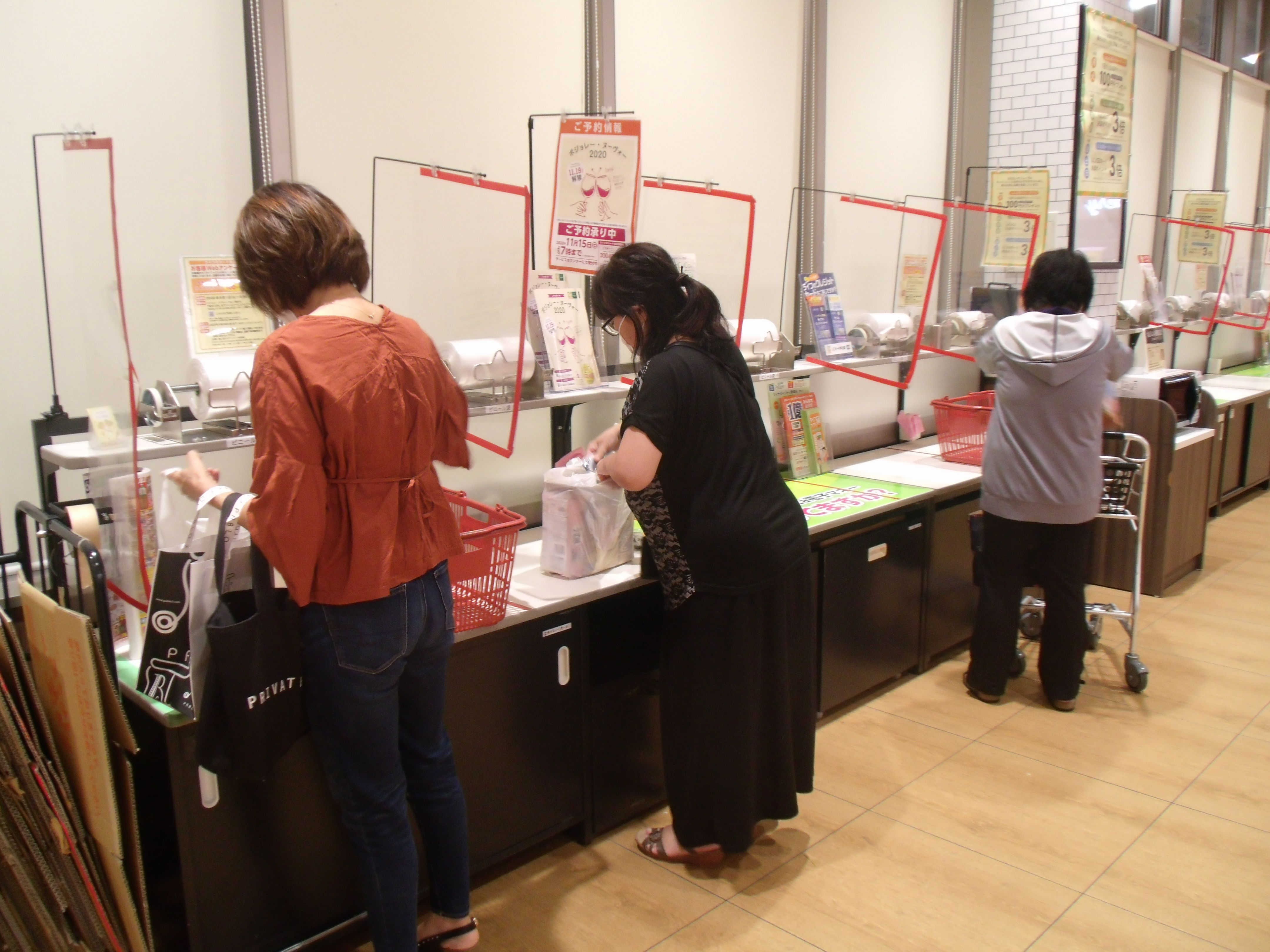
コロナウィルス感染症対策で設置されているアクリル板

アクリル板（アクリルばん）は、アクリル樹脂でつくられた板である。透明度の高い板状の物という面でガラス板と似ているが、用途は異なる。水族館の特に大型の水槽には水圧に耐える厚さでも十分な透明度が得られるため、アクリル板が使われる。一方で耐熱性に劣るため、（建物外部の）窓ガラスの代わりには使われない。

## 特徴
透明度が高い。アクリル板の光線透過率は93%であり、光線透過率92％のガラスを凌ぐ。
切断や穴あけ、曲げ、面取り、磨きなどの加工がしやすい。また、彫刻や印刷加工などもできる。
強度があり、割れにくい、割れても破片が飛び散らない。耐衝撃性に優れている。表面の硬さはアルミニウムと同程度である。
耐候性に優れている。耐久性がある。透明度や強度の低下は極めて低い。
浅いキズであれば研磨剤による再仕上げができる。
静電気を帯びやすく、ほこりがつきやすい。

## 種類

### 押し出し板
粘土状の溶かしたアクリル樹脂をローラーで押し出して作ったアクリル板。板の厚さは、最大で20ｍｍまで作ることができる。板の厚みが一定。キャスト板に比べて値段が安い。
分子量が粗く、押し出し板の分子量はセルキャスト板の1/15である。切断した場合は粘りやすい。そのため、板のまま使用するのに適している。また、加熱部分が融けやすく、高速切削加工に不向きである。
溶剤に溶けやすい。溶剤接着に向いている。熱を加えることによる曲げ加工がしやすい。
薬品に弱い。溶剤や薬剤でクラックが生じやすい。
耐久性に欠ける。温度や環境の変化に弱い。熱に弱い、熱変形温度が低く早めに軟化する。ヒビが入りやすい。溶剤の種類によっては表面に細かいヒビ割れが生じることがある。

### キャスト板
上下2枚のガラスを重ね合わせ、その間にアクリル原材料を流し込んで硬化させて作ったアクリル板。押し出し材と比べて、硬度が高い、反りが出にくい、機械加工に適している、値段が高いといった特徴がある。また、大きな板とすることも可能である。製法上、板の厚さにばらつきがある。アクリルカラー板は、ほとんどキャスト板である。
分子量が細かい。そのため、接着などの場合は溶剤に溶けにくい。溶剤接着加工に時間がかかり、接着が弱い、また強度も低い。高速切削加工に適している。

### FX板
キャスト板の一種。結合分子が通常キャスト板より少ない。そのため、溶剤接着、艶出し研磨、切断、穴あけなどの加工等が容易である。溶剤接着に適している。
押出板の様な経年劣化が少ない。

### 注訳
1. ↑  表面の細かいひび割れ。